# Мегас Александрос (аэропорт)

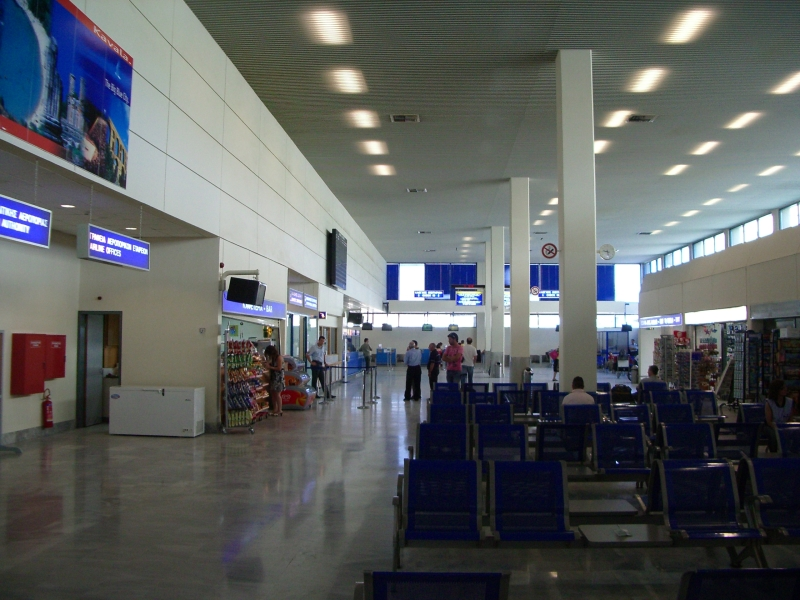
Терминал аэропорта

Государственный аэропорт Кавалы «Ме́гас Алекса́ндрос» (греч. Κρατικός Αερολιμένας Καβάλας «Μέγας Αλέξανδρος») находится на востоке от города Кавалы, рядом с городом Хрисуполис. Аэропорт начал функционировать в 1952 году, с размещением военно-воздушных сил Греции рядом с деревней Амигдалеонас, где он размещался до 12 октября 1981 года, пока не был перемещен на место, в котором он расположен и сейчас.
С начала функционирования аэропорт обслуживал исключительно внутренние авиалинии, пока 16 декабря 1987 года ему не был присвоен статус международного аэропорта.
В 1992 году аэропорту было присвоено официальное имя — «Мегас Александрос», или «Александр Великий». В 1998 году началась реконструкция здания аэровокзала.
Аэропорт принимает рейсы из следующих городов:
- Афины
- Москва
- Кёльн
- Прага
- Мюнхен
- Митилини
- Лондон
- Гётеборг
- Манчестер
- Дюссельдорф
- Бирмингем